# Edith, en chemin vers son rêve
Pour plus de détails, voir Fiche technique et Distribution.
Edith, en chemin vers son rêve est un film britannique réalisé par Simon Hunter sorti en 2017.

## Synopsis
Edith Moore (Edie) est une femme amère et bourrue, octogénaire. Dans les mois qui suivent la mort de son mari George, la relation tendue d'Edie avec sa fille Nancy commence à empirer. La question sur l'avenir d'Edie est abordée, tandis qu'Edie s'efforce de convaincre Nancy qu'elle peut se débrouiller toute seule, Nancy projette de placer sa mère dans une maison de retraite. Edie a l'impression que c'est le début de la fin. Il semble qu'elle mourra avec tous les regrets de son passé intacts et un regret la hante plus que tout. Quand Edie s'est mariée, son père a planifié pour eux un voyage d'escalade dans les Highlands écossais. Edie aspirait à y aller, mais son mari George, un homme difficile et contrôlant, l'a obligée à rester à la maison. Près de trente ans plus tard, Edie décide de faire elle-même le voyage.

## Fiche technique
- Titre original : Edie
- Réalisation : Simon Hunter
- Scénario : Simon Hunter et Elizabeth O'Halloran, d'après l'œuvre d'Edward Lynden-Bell
- Décors : Chris Richmond
- Costumes : Georgina Napier
- Photographie : August Jakobsson
- Montage : Olly Stothert
- Musique : Debbie Wiseman
- Producteur : Mark Stothert
  - Coproducteur : Tim Dennison
  - Producteur associé : Edward Little
- Sociétés de production : Cape Wrath Films
- Société de distribution : Jupiter Films
- Pays d'origine :  Royaume-Uni
- Langue originale : anglais
- Format : couleur
- Genre : Drame
- Durée : 102 minutes
- Dates de sortie :
  -  Royaume-Uni :
    - 26 juin 2017 (Édimbourg)
    - 25 mai 2018 (en salles)

  -  France : 18 septembre 2019

## Distribution
- Sheila Hancock : Edith
- Kevin Guthrie : Jonny
- Amy Manson : Fiona
- Paul Brannigan : McLaughlin
- Wendy Morgan : Nancy
- Christopher Dunne : le propriétaire du café
- Calum MacRae : le deuxième homme